# Juanes
Juanes, (rođen u Kolumbiji, 9. kolovoza 1972.), pravim imenom Juan Esteban Aristizábal Vásquez, je kolumbijski pjevač, pisac pjesama i gitarist rođen u Medellínu. Kada je bio mlad, otac ga je radije zvao Juanes (Juan+Esteban), nego Juan. Svi su prihvatili taj nadimak, pa je tako odlučio zadržati taj nadimak kao svoje umjetničko ime. Njegovi glazbeni početci su bili vezani uz rock sastav Ekhymosis. U tom sastavu su sudjelovali Andrés García, Fernando "Toby" Tobón i José David Lopera.    

## Karijera
Široj javnosti je postao poznat tek nakon raspada Ekhymosisa, i to albumom "Fijate Bien" (Dobro pogledaj). Izdao ga je 2000. godine, a priskrbio mu je čak tri Latin Grammyja:
- Najbolji novi izvođač
- Najbolji Rock Solo vokalni album
- Najbolja rock pjesma.

Nakon Fijate Bien, dvije godine poslije je izdao i album "Un Dia Normal" (Normalan dan), s Gustavom Santaolallaom kao koproducentom. Taj album je zapalio cijelo Latinsku Ameriku, te dominirao Latin Grammyjima 2002. godine. Najvažnije nagrade s tog Grammyja su bile za najbolji album godine i najbolju pjesmu godine. Na tom albumu se našla i pjesma "Fotografía", s popularnom portugalsko-kanadskom zvijezdom Nelly Furtado, koja govori o izolaciji između dvoje ljubavnika. 
2004. je izašao i treći album, "Mi Sangre" (Moja krv), te je dugo bio #1 na svim latino-ljestvicama.                     
Jedna od najpoznatijih pjesama iz album Mi Sangre je La Camisa Negra (Crna košulja). Postala je doslovno megahit i u zemljama u kojima španjolski nije primarni jezik. Neki su se oglasili govoreći kako je pjesma neofašistička, jer podsjeća na Crne košulje, Mussolinijevu fašističku vojsku. Ove je optužbe Juanes, naravno, odbacio. Pjesma govori o jutru nakon prekida veze, a crna košulja je znak lošeg raspoloženja. To potvrđuje jedan stih pjesme: "Respiré de ese humo amargo de tu adiós y desde que tu te fuiste yo solo tengo la camisa negra." (Udisao sam gorak dim tvog oproštaja i otkad si otišla imam samo ovu crnu košulju.).
Juanes je 2005. opet osvojio tri Grammyja na dodjeli Latin Grammy; 
- Najbolja rock pjesma godine Nada Valgo Sin Tu Amor (Bezvrijedan sam bez tvoje ljubavi)
- Najbolji rock solo album godine Mi Sangre (Moja krv)
- Najbolji glazbeni video Volverte a Ver (Vratit ću se vidjeti te).

## Javni život
Juanes u svojim pjesmama se izražava o romantičnim i političkim temama, a ta relativna politička usmjerenost mu je donijela uvrštenje u Timesovih 100 najutjecajnijih ljudi svijeta. Također je veleposlanik Dobre volje za ujedinjenje za dobrobit Kolumbije, neprofitne organizacije koja širi svijest o opasnim minama. 
Njegovim nadimkom se koristi i jedan Ekvadorac, kojemu je ime, naravno, Juan Esteban.
Zanimljivo, 9. prosinca 2005. se pojavio na završnom izvlačenju parova za SP u Njemačkoj 2006., pjevajući već spominjanu 'La Camisa Negra', tada najbolju pjesmu u čitavoj Europi.
Trenutačno je na turneji 'Mi Sangre'.
Prodao je više od 4.8 milijuna CD-a diljem svijeta, te tako postao jedan od nekolicine Kolumbijanaca koji je prodao više od milijun primjeraka CD-a. Carlos Vives je bio prvi kolumbijski umjetnik s više od milijun prodanih primjeraka. No, Shakira je odmakla vrlo daleko s više od 46 milijuna prodanih primjeraka CD-a.
Postao je prvi umjetnik koji je imao nastup u Europskom parlamentu. To je bilo u povodu njegova upozoravanja na opasnost koja prijeti od mina diljem svijeta, pa i u njegovoj rodnoj Kolumbiji.

## Diskografija

### Albumi
- Fíjate Bien (2001.) - Zlatna naklada u SAD-u
- Un Día Normal (2003.) - Platinasta naklada u SAD-u
- Mi Sangre (2004.) - Zlatna naklada u SAD-u
- La Vida... Es Un Ratico (2007.)
- P.A.R.C.E. (2010.) -

### Singlovi
Iz Fíjate Bien:
- 2001 – Fíjate Bien
- 2001 – Podemos Hacernos Daño
- 2001 – Nada

Iz Un Día Normal:
- 2002 – A Dios le Pido (reizdanje 2006. u Europi)
- 2002 – Es Por Ti
- 2003 – Mala Gente
- 2003 – Fotografía (feat. Nelly Furtado)
- 2004 – La Paga (feat. The Black Eyed Peas)
- 2004 – Un Día Normal

Iz Mi Sangre:
- 2004 – Nada Valgo Sin Tu Amor
- 2005 – Volverte a Ver
- 2005 – La Camisa Negra
- 2005 – Para Tu Amor
- 2006 – Lo Que Me Gusta a Mi
- 2006 – Rosario Tijeras

La Vida... Es Un Ratico:
- 2007 – "Me enamora"
- 2008 – "Gotas de Agua Delce"
- 2008 – "Tres"
- 2009 – "Odio Por Amor"
- 2009 – "Hoy Me Voy"

P.A.R.C.E.:
- 2010 – "Yerbatero"
- 2010 – "Y No Regresas"

### DVD
- 2003 – El Diario de Juanes ("Juanesov dnevnik")

## Vanjske poveznice
- Juanesov službeni web članak
- Još jedan Juanesov službeni web članak